# Rennsteigtunnel
Il Rennsteigtunnel è una galleria autostradale tedesca, posta sull'autostrada A 71 fra le uscite 17 (Gräfenroda) e 18 (Oberhof).

## Storia
I lavori di costruzione della galleria ebbero inizio nel 1998 e si conclusero il 5 luglio 2003, data dell'inaugurazione alla presenza del cancelliere federale Schröder. L'apertura al traffico avvenne due giorni dopo, il 7 luglio.

## Caratteristiche
Si tratta di una galleria di 7878 m, a doppia canna, ognuna delle quali ha un diametro di 7,5 m.
Le due canne sono poste a una distanza di 25 m l'una dall'altra, e sono collegate da 25 tunnel di sicurezza, uno ogni 300 m circa.

### Testi di approfondimento
- Eugenio A. Merzagora, Rennsteig: un tunnel chiamato Christiane, in Strade e Autostrade, volume 7, n. 38, marzo 2003,  p. 68, ISSN 1723-2155 (WC · ACNP).
- (DE) Andreas Decker, Andreas Groten e Karl Prax, Rennsteigtunnel, in Felsbau, anno 18, n. 6, 2000,  p. 56, ISSN 0174-6979 (WC · ACNP).